# Sarov (Tartar)
Sarov est un village de la région de Tərtər en Azerbaïdjan.

## Population
Selon les statistiques de 2009, la population du village est de 1495 personnes.

## Géographie
Le village de Sarov de la région de Tərtər est situé dans la circonscription administrative du village de Sarov.

## Économie
La principale occupation de la population du village de Sarov est l'élevage et l'agriculture.